# St. Martin (Daiting)

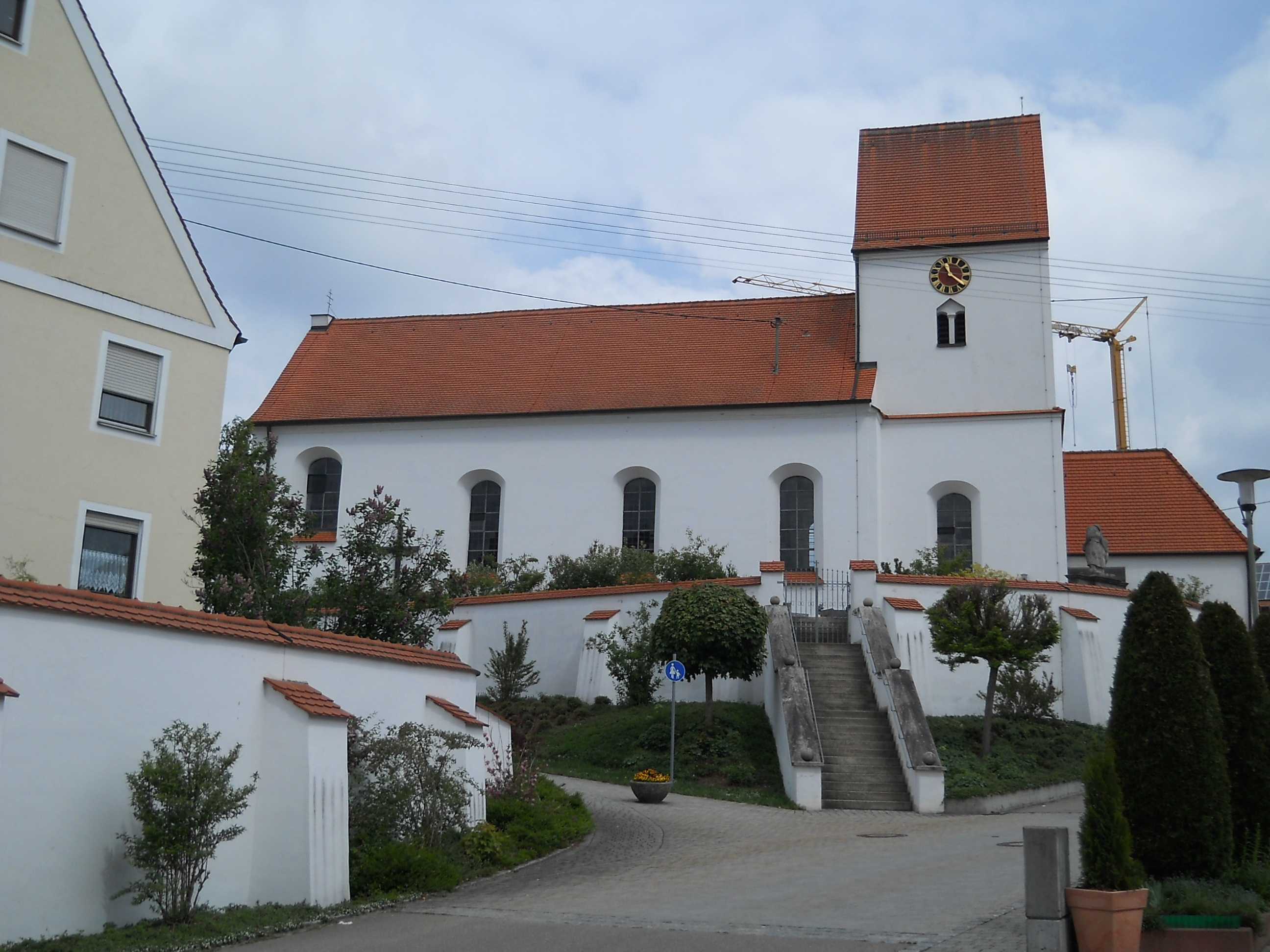
St. Martin von Süden aus

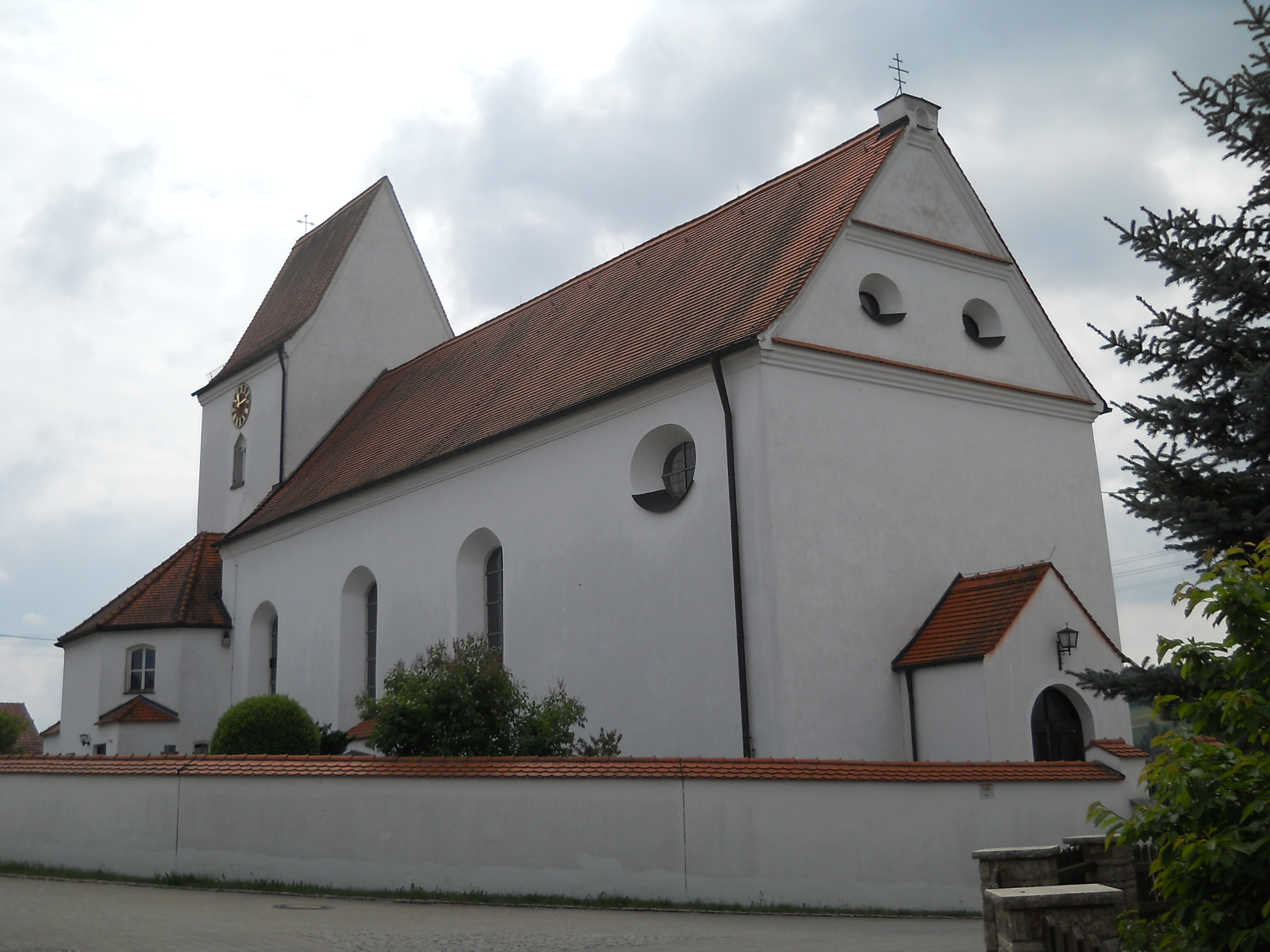
St. Martin von Nordwesten aus

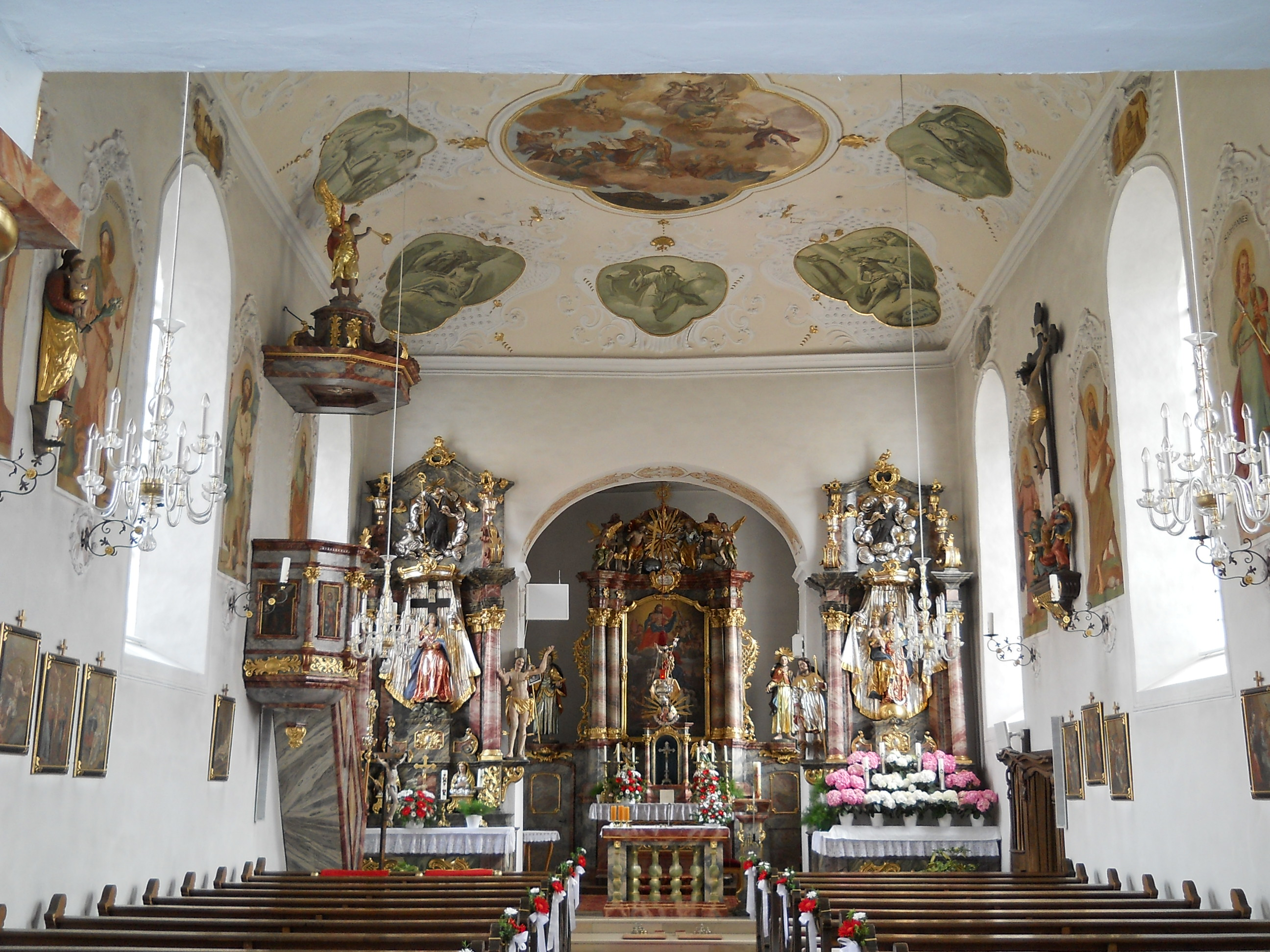
Das Kircheninnere gegen Osten

St. Martin ist eine katholische Pfarrkirche des Barocks in Daiting im schwäbischen Landkreis Donau-Ries.

## Lage
Die Kirche steht im Westen des Ortes auf dem Kirchberg in der Sankt-Martin-Straße 8 in einem ehemals befestigten Friedhof.

## Baugeschichte
Das Patrozinium des fränkischen Staatsheiligen Martin lässt ein hohes Alter der Vorgängerkirche vermuten. Vom gotischen Bau von 1527 zeugt noch der Kirchturm. Das Langhaus wird im Kern noch vor 1735 entstanden sein. Es wurde um 1820 um ein Joch nach Westen verlängert. Anfang des 20. Jahrhunderts wurde das Vorzeichen angebaut und die Sakristei auf dem quadratischen Erdgeschoss sechseckig aufgestockt.

## Baubeschreibung
Das einschiffige Langhaus aus geputztem Bruchstein ist etwa 20 Meter lang und knapp zehn Meter breit; es hat im barocken Bauabschnitt drei Fensterachsen mit hohen stichbogigen Fenstern, ein querovales Fenster im Norden und ein stichbogiges Fenster im Süden des westlichen Anbaus von 1908. Zwei kleinere querovale Fenster befinden sich im unteren Feld des durch zwei dreifach gestufte Gesimse unterteilten Westgiebels. Der fast quadratische Grundriss des im Osten angefügten niedrig wirkenden Turmes mit Satteldach, spitzbogigen, durch Säulchen zweigeteilten Schallöffnungen und Turmuhr misst etwa acht mal acht Meter. Die im Norden an den Turm angefügte Sakristei hat einen Grundriss von etwa acht mal vier Metern. Das Vorzeichen an der Westseite des Langhauses misst im Grundriss zwei mal vier Meter. Der Chor befindet sich im Untergeschoss des Turmes und wird von einem stichbogigen Fenster an der Südseite beleuchtet. Der Chorbogen ist korbbogig. Die Langhausdecke ist muldengewölbt. Im Westen findet man eine Doppelempore mit der Orgel.

## Ausstattung
Nach Horn, S. 71, und nach eigenem Augenschein
Die Deckenfresken des Langhauses zeigen die Muttergottes (Hauptfresko), die Skapulierverleihung an den hl. Simon Stock (Fresko östlich des Hauptfreskos) und die Schlüsselübergabe durch Christus an Petrus (westliches Fresko); sie wurden von „C. Murmann“ aus Eichstätt 1735 gemalt (nach Dehio von Johann Dominikus Murmann). Der Stuck von unbekannter Hand aus Gitterwerk, Akanthus, Blumen und Fruchtkörben entstand zeitgleich. Die Grün in Grün gearbeiteten Grisaillen rings um die farbigen Deckenfresken zeigen biblische Gestalten und Szenen; das Motiv „Selig die Verfolgung leiden“ ist von Josef Albrecht mit dem Jahr 1908 signiert.
Um 1735 wurde der doppelsäulige Hochaltar mit dem Altarbild des Kirchenpatrons und der geschnitzten, von Engeln begleiteten Dreifaltigkeit im Auszug geschaffen. Über den seitlichen Durchgängen stehen Figuren der Apostel Philippus und Jakobus. Unter den Chorbogen ist ein Volksaltar aufgestellt.
Die beiden doppelsäuligen Seitenaltäre, „bewegte Rokoko-Aufbauten“, stammen aus der Mitte des 18. Jahrhunderts. Auf dem nördlichen steht eine geschnitzte Schmerzensmutter unter dem Kreuz, flankiert von Holzbüsten der hl. Notburga und des hl. Johannes von Nepomuk, im Auszug eine Figur des hl. Wendelin. Seitlich des Altares zum Chor hin steht eine lebensgroße Figur des hl. Sebastian. Auf dem südlichen Seitenaltar ist eine geschnitzte Mondsichelmadonna flankiert von Büsten des hl. Joachim und der hl. Anna, sowie im Auszug der hl. Leonhard zu sehen. Die Seitenfigur zum Chor hin stellt den hl. Rochus dar.
Die Kanzel aus dem Ende des 17. Jahrhunderts hat einen mit den vier Evangelisten bemalten und mit Ecksäulchen versehenen polygonalen Korpus und einen Schalldeckel mit einem Posaunenengel.
An den Langhauswänden sind in stuckierter Rahmung die zwölf Apostel in Lebensgröße dargestellt; 1908 von Joseph Albrecht gemalt. An der südlichen Langhauswand befindet sich eine Kreuzigungsgruppe aus dem Anfang des 18. Jahrhunderts, „der primitive Korpus Christi älter, vielleicht noch gotisch“. Der Kreuzweg wird als „volkstümliche Arbeit des 18. Jahrhunderts“ eingeschätzt.
Alle Figuren sind farbig gefasst.

## Pfarreigeschichte
Das Patronatsrecht besaßen die Grafen von Lechsgemünd-Graisbach und – als ihre Nachfolger – die Herzöge von Bayern. 1393 schenkte Herzog Stephan III. dieses Recht dem Kloster Thierhaupten.
Von 1560 bis 1619 waren die Einwohner Daitings als Landeskinder von Pfalz-Neuburg evangelisch; der dortige Herzog präsentierte nunmehr den Pfarrer. Die Rekatholisierung erfolgte durch Jesuiten. 1620 erhielt die Pfarrei erstmals wieder einen katholischen Pfarrer. 1706 wurde mit bischöflicher Genehmigung eine Skapulierbruderschaft gegründet. Augsburger bischöfliche Akten von 1775 erwähnen eine ansonsten unbekannte „ruinierte Peterskirche“, die wahrscheinlich auf dem Kappel-Buck stand und von der keine Reste mehr vorhanden sind.
Die Pfarrei gehörte im 19. Jahrhundert zum Landkapitel Burgheim im Bistum Augsburg und hatte 1823 604 „Seelen“. Heute hat sie 514 Katholiken und gehört zum Dekanat Donauwörth.